# Lilie (skauting)

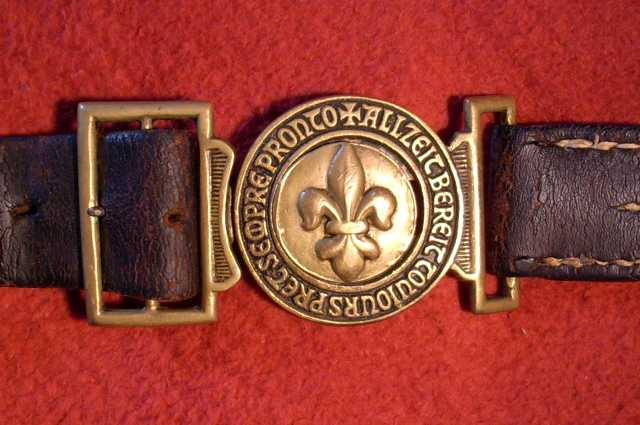
Lilie na přezce skautského pásku

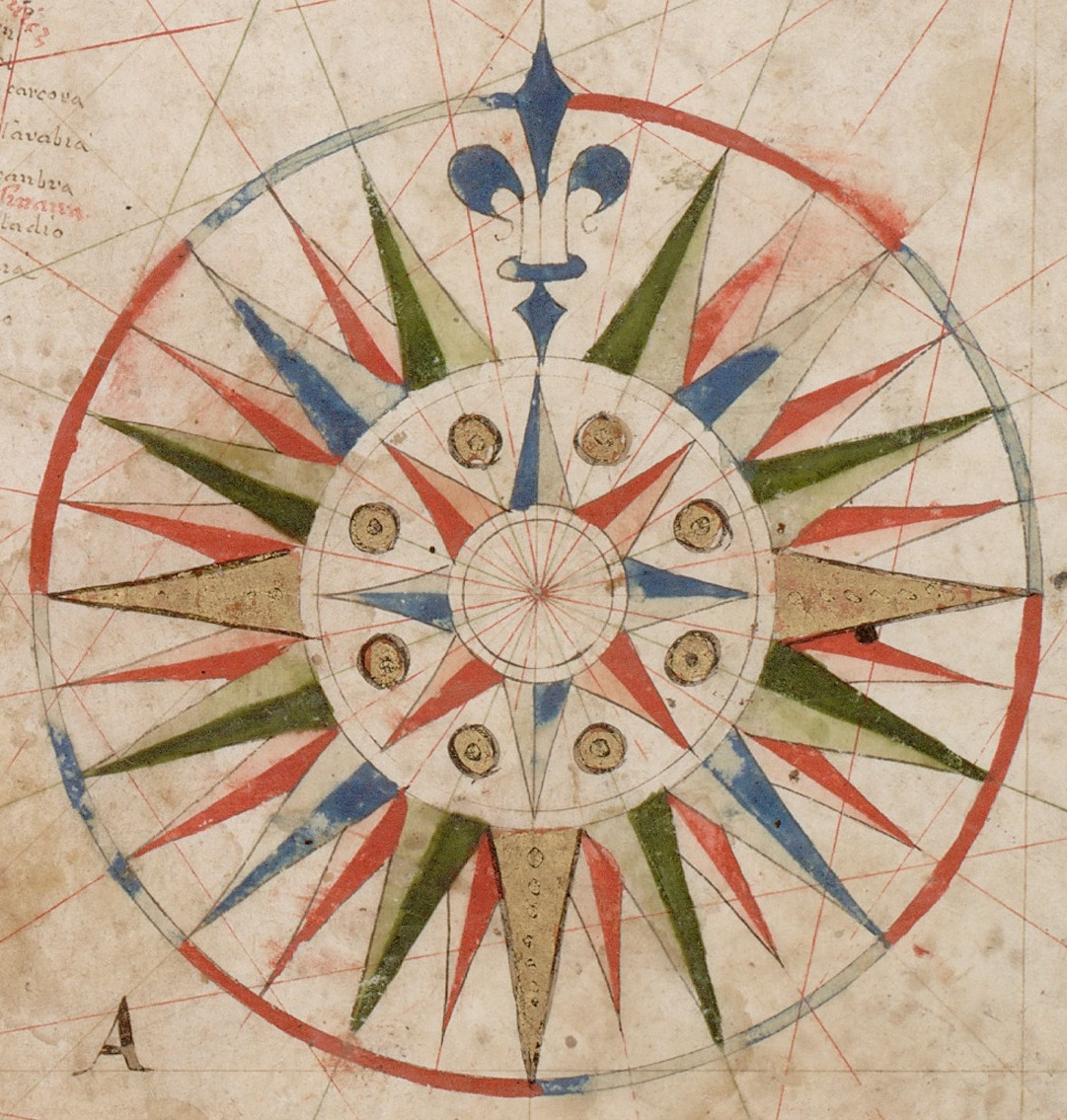
Větrná růžice na mapě z roku 1619

Lilie (francouzsky Fleur-de-lis – květ lilie) je hlavní součástí znaku či loga většiny skautských organisací a souvisí s outdoorovou podstatou skautingu. Tři okvětní lístky nebo listy představují tři principy skautského slibu (Povinnost k Bohu (vyššímu principu), povinnost k sobě, povinnost k druhým) v podstatě stejným způsobem jako tři listy trojlístku představují slib skautek. Robert Baden-Powell, zakladatel skautského hnutí, vysvětlil, že skauti převzali symbol lilie z jeho užití na větrné růžici u starých map, protože „ukazuje ve správném směru (a nahoru) neotočená doprava ani doleva, protože to by vedlo zase zpátky.“ Dvě malé pěticípé hvězdy představují pravdu a poznání. Společně jejich deset cípů reprezentuje deset bodů skautského zákona. Ambulanční spojka nebo uzel přátelství představuje sílu světového skautingu. Lano je symbol jednoty skautů po celém světě. Kroužek držící lístky dohromady představuje pouto bratrství.

## Junák - český skaut
Junák má ve znaku na třech listech lilie hlavu chodského psa vycházející z románu Aloise Jiráska  a celá lilie je podložena modrým trojlístkem, symbolem skautek.